# Alleanza per la Romania
L'Alleanza per la Romania (in rumeno Alianța pentru România, ApR) è stato un partito politico rumeno.
Nato nel 1997 come scissione del Partito della Democrazia Sociale di Romania (PDSR) su iniziativa di Teodor Meleșcanu, provò ad imporsi come alternativa ai maggiori gruppi di centro-destra e centro-sinistra dello scenario politico romeno, traendo aspetti ideologici e programmatici da entrambi gli schieramenti.
Dopo il tracollo alle elezioni legislative e presidenziali del 2000, il partito andò vicino alla sparizione e si orientò verso il centro-destra, confluendo interamente nel Partito Nazionale Liberale (PNL) nel 2002.

## Storia

### Scissione dal PDSR
L'ApR nacque a margine della conferenza nazionale del 20-21 giugno 1997 del Partito della Democrazia Sociale di Romania (PDSR), maggior formazione di centro-sinistra del paese, allora all'opposizione e nel pieno di una fase di ristrutturazione interna. La conferenza, convocata con lo scopo di confermare le nomine ai vertici di Ion Iliescu e Adrian Năstase fu, invece, il preludio ad una scissione. Il gruppo riformatore guidato da Teodor Meleșcanu (già ministro degli esteri del governo Văcăroiu) fu autore di una dichiarazione che reclamava l'esclusione dal PDSR degli elementi coinvolti in scandali di corruzione e l'allontanamento di Iliescu, Năstase e Miron Mitrea dagli incarichi dirigenziali. La fazione, in realtà, attrasse le antipatie della maggioranza dei rappresentanti del PDSR fedeli ad Iliescu e Năstase che furono riconfermati, rispettivamente, presidente e primo vicepresidente. Il meeting si concluse con le dimissioni dal partito di Teodor Meleșcanu, Mircea Coșea, Marian Enache e Mugurel Vintilă, mentre Iosif Boda și Viorel Sălăgean vennero espulsi. Dal mese di giugno i membri del parlamento facenti capo all'ala scissionista abbandonarono il gruppo parlamentare del PDSR e completarono il mandato da indipendenti. Il gruppo scissosi, pertanto, costituì il nuovo partito di Alleanza per la Romania (rumeno: Alianța pentru România, ApR).
Nel corso della prima conferenza nazionale del 6-7 dicembre 1997, la neonata ApR assegnò ufficialmente la presidenza a Meleșcanu.
Alleanza per la Romania si professava come alternativa ai due poli che dominavano la scena politica romena, il PDSR (centro-sinistra) e la Convenzione Democratica Romena (CDR, centro-destra, che guidava il governo con Victor Ciorbea), e si presentava come una formazione di tendenza socialdemocratica, ma aperta al liberalismo. Si trattò di un partito moderato, fortemente interessato alla lotta alla corruzione, filo-occidentale, sostenitore di un'equa ed equilibrata liberalizzazione e lontano dagli estremismi politici che stavano prendendo piede in Romania (come, ad esempio, il PRM di Corneliu Vadim Tudor). Si trattò di un gruppo caratterizzato ideologicamente da aspetti tanto di sinistra, quanto di destra, e si rivolgeva soprattutto alla classe media e ai delusi del PDSR (ancora legato all'eredità della Romania comunista) e della CDR (spaccata da lotte interne che avevano mitigato l'azione di governo).

### Elezioni del 1998 e del 2000
Il primo appuntamento elettorale cui prese parte l'ApR fu quello della corsa alla carica di sindaco di Bucarest nell'ottobre del 1998. Dopo il fallimento delle trattative con il PUR per il sostegno congiunto all'indipendente George Pădure, ApR lanciò la candidatura individuale del vicepresidente del partito Mircea Coșea che, però, ottenne risultati modesti di fronte ai concorrenti di CDR (Viorel Lis) e PDSR (Sorin Oprescu). L'anno successivo Coșea lasciò il partito per unirsi all'Unione delle forze di destra (rumeno: Uniunea Forțelor de Dreapta).
La crescita di ApR destò l'interesse anche di altri partiti. Nel 1999 il presidente del Partito Social Democratico Romeno (PSDR) Sergiu Cunescu annunciò pubblicamente l'intenzione di creare un partito socialdemocratico più forte e di essere pronto ad una fusione con ApR. Nell'ottobre 1999, tuttavia, per via del cambio al vertice al PSDR la fusione non si concretizzò. In ogni caso ApR assorbì un gruppo di fuoriusciti dal PSDR guidato da Emil Putin, strenuo sostenitore della creazione di un grande fronte socialdemocratico con ApR.
Complice anche la progressiva frammentazione della destra che portò alla sparizione della CDR, alle amministrative dell'estate del 2000 ApR conseguì confortanti successi, ottenendo l'elezione di 283 sindaci, 173 consiglieri di distretto e 4.448 consiglieri comunali. Si trovò a gestire, quindi, il 9,5% del totale dei primi cittadini della Romania, divenendo il terzo partito del paese per numero di sindaci, dopo PDSR e Partito Democratico (PD). Per quanto riguarda il numero di preferenze la formazione condotta da Teodor Meleșcanu ottenne circa il 7%. Alcuni scandali, tuttavia, come le dichiarazioni del controverso imprenditore Adrian Costea, arrestato in Francia e indagato per una serie di reati, che affermava di essere il principale artefice e finanziatore di ApR, fecero sì che il partito scadesse nei sondaggi sulle intenzioni di voto (da un picco del 14% al 6%).
In vista delle elezioni per il presidente della repubblica del novembre 2000, ApR propose al Partito Nazionale Liberale (PNL), formazione di centro-destra, la possibilità di presentare una candidatura congiunta. Mentre Meleșcanu proponeva se stesso per tale funzione, il PNL si mostrò titubante e, alla fine, preferì sostenere Theodor Stolojan, elemento che fece fallire le trattative con ApR e spinse Meleșcanu a scegliere di concorrere individualmente. 
Schiacciato dalla forza dei principali partiti che avevano maggior peso a livello nazionale, tuttavia, ApR non ottenne i risultati auspicati. Alle elezioni presidenziali, vinte da Ion Iliescu al ballottaggio con Corneliu Vadim Tudor, Meleșcanu ottenne appena l'1,9% delle preferenze. L'andamento elettorale per le parlamentari fu disastroso: il partito si fermò al 4,07% alla camera dei deputati e al 4,27% al senato, senza superare la soglia di sbarramento e senza conseguire alcun seggio.
La dura e inattesa sconfitta portò alle dimissioni dell'intero ufficio esecutivo centrale del partito.

### Confluenza nel PNL
In seguito alla debacle, costretto ad una revisione generale, nel febbraio 2001 il comitato di direzione ad interim del partito decise un reorientamento ideologico verso il centro-destra, con l'adesione a linee vicine al liberalismo sociale. La conferenza nazionale del marzo 2001 approvò il nuovo statuto e il nuovo programma, conferendo ancora una volta il titolo di presidente a Meleșcanu, mentre quello di vicepresidente fu assegnato a Viorel Cataramă. ApR sopravvisse fino al gennaio 2002 quando, vista la vicinanza ideologica e politica, fu assorbito interamente dal PNL. Sia Meleșcanu che Cataramă assunsero immediatamente la funzione di vicepresidenti anche all'interno della formazione liberale in cui erano confluiti.
A posteriori, nel 2006, Meleșcanu dichiarò che reputava tra motivi dell'insuccesso di ApR la mancanza di finanziamenti e la difficile posizione intermedia del partito tra le due forze politiche maggiori.

## Struttura

### Presidenti
- Teodor Meleșcanu (1997 - 2002)

## Risultati elettorali
| Elezione          | Elezione | Voti    | %    | Seggi   |
| ----------------- | -------- | ------- | ---- | ------- |
| Parlamentari 2000 | Camera   | 441.228 | 4,07 | 0 / 345 |
| Parlamentari 2000 | Senato   | 465.535 | 4,27 | 0 / 140 |

| Elezione           | Elezione | Candidato        | Voti    | %   | Esito                |
| ------------------ | -------- | ---------------- | ------- | --- | -------------------- |
| Presidenziali 2000 | I turno  | Teodor Meleșcanu | 241.642 | 1,9 | ❌ Non eletta/o (7º) |

### Collocazione parlamentare
- Opposizione (1997-2000)

Governo Ciorbea, Governo Vasile, Governo Isărescu
- Opposizione extraparlamentare (2000-2002)

Governo Năstase